# John Pardee
John Pardee é um produtor e escritor de guiões para a televisão estadunidense. Trabalha atualmente como produtor executivo na série Desperate Housewives.